# Луи, Пьер-Шарль Александр
Пьер-Шарль Александр Луи (фр. Pierre-Charles Alexandre Louis; 14 апреля 1787, Марей-сюр-И, Франция — 22 августа 1872, Париж) — французский врач и патолог, известный своими исследованиями туберкулёза, брюшного тифа, пневмонии и введением в медицину «численного метода» (фр. méthode numérique). Предвестник эпидемиологических исследований и средств современных клинических испытаний.

## Биография

### Ранние годы
Пьер Луи родился в семье виноторговца Жана-Батиста Луи и его жены Мари-Луизы Шарлотты Гемарт. Он вырос во время Французской революции и сначала хотел изучать юриспруденцию, но затем качнулся к медицине, обучение закончил в 1813 году. Сначала он работал и проводил свои научные исследования в Реймсе, но впоследствии перебрался в Париж.

### Работа в Одессе
После окончания медицинского образования Луи сопровождал друга семьи графа Сен-Приста в Российскую империю, где он путешествовал в течение нескольких лет, прежде чем поселился в Одессе в 1816 году, где имел успешную частную практику в течение четырёх лет, получив почетное звание врача от царя. Однако в 1820 году эпидемия дифтерии заставила его признать свою все же недостаточную компетентность медицинских знаний и выехать из империи.
Он вернулся в Париж, где стал работать сначала без оплаты в больнице Шарите в течение семи лет, изучая многочисленные истории болезни пациентов и проводя тысячи вскрытий.

### «Числовой метод»
В XIX веке французский врач Бруссе предложил теорию, что лихорадка является результатом воспаления органов и кровопускание является эффективным средством для лечения любой горячки. Луи начиная с 1823 года начал публиковать результаты своих работ, где преподавал многочисленные результаты практических исследований и вскрытий. В 1828 году он опубликовал обстоятельную работу под названием «Очерк клинической инструкции», в которой показал, опираясь на числовые вычисления, что применение кровопускания при пневмонии было неэффективным. Подход Луи встретил сильное сопротивление тогдашних врачей, которые не желали ждать испытаний, чтобы определить, есть ли современные методы лечения эффективны, или отказываться от тех способов лечения, которые были признаны клиническими испытаниями неэффективными. Постепенно методы Луи получили признания, поскольку врачи начали признавать «числовой метод», что добавило объективность подходов к лечению и улучшению их результатов. «Числовой метод» предусматривал использование средних групп пациентов с одной и той же болезнью, чтобы определить, что следует делать с отдельными случаями этой болезни. В рамках исследования Луи подчеркнул важность схожести пациентов и пытался учитывать факторы, такие, как возраст пациентов в разных группах лечения, диета, тяжесть заболевания и какие в них использовали методы лечения, кроме кровопускания. Луи также подчеркнул важность числового сравнения населения, а не индивидуальных черт, считая, что разница между отдельными пациентами будет «среднестатистической» в группе, хотя он не смог понять важность рандомизации для обеспечения этого. Противники утверждали, что отдельные случаи были слишком разнообразными, чтобы быть объединёнными в статистически средние группы. Луи ответил, указав, что даже отдельные случаи имеют общие черты и утверждал, что если считать каждый случай уникальным, медицинский прогресс не может быть достигнут. Луи признал, что в его собственных исследованиях было зафиксировано слишком мало случаев абсолютной определённости методов лечения, и его ученик позже заявил, что после того, как было накоплено 500 случаев, можно было бы достичь определённой достоверности. Неизвестно, учился ли Луи математике, но есть предположение, что он заимствовал для медицины идеи французского математика Пьера-Симона Лапласа относительно введения корреляционных расчётов в науку.

### Дальнейшая карьера
В 1825 году он опубликовал работу, посвященную исследованию туберкулёза — фр. Recherches anatomopathologiques sur la phitisie, рапорт в Королевской Академии медицины. В ней он сформулировал определённые положения, которые в дальнейшем назвали «законом Луи» — туберкулез легких, как правило, начинается на верхушке правого легкого и всякий раз, когда имеется туберкулезный процесс в других органах, также есть поражения в легких.
В 1828 году он был в Гибралтаре как медицинский эксперт, где изучал эпидемию желтой лихорадки и был принят на работу врачом в госпиталь Сальпетриер. Тогда он женился на дочери маркиза Монтферье Зое Жаклин дю Видаль.
В 1829 году Луи опубликовал два тома своих многолетних исследований под названием «Recherches anatomiques, pathologiques et thérapeutiques sur la maladie conque sous les noms de gastro-entérite, fiebre putride, adynamique, ataxique, typhoïde», где привел данные о нозологий, в частности, о гастроэнтерите, адинамии, атаксии, брюшной тиф. Именно в ней он ввел термин «брюшной тиф» и четко обозначил клинические проявления заболевания, расширив знания об этой болезни, которую среди других тифов выделил Пьер Фидель Бретонно.
Преподавал медицину в Париже. Среди студентов: Холмс, Оливер Уэнделл (старший), Валле, Франсуа Луи, Walter Hayle Walshe.
Его студенты 1832 году создали Общество медицинских исследований и выбрали Луи его главой. Луи занимался ещё многими исследованиями, которые были прообразами современных эпидемиологических, в частности при эмфиземе легких, рака желудка и др. Также он приложил усилия к стандартизации истории болезни, введя туда много пунктов обследования.
Его имя связано с углом Луи (или грудинным углом), анатомическим ориентиром, образованным углом между грудиной и рукояткой её.
Был избран членом Американской академии искусств и наук (1849 год), Леопольдины (1853 год).
Проводил учебную работу как доцент в Парижском университете, в частности был учителем известного в дальнейшем английского врача Оливера Уэнделла Холмса-старшего.

### Последние годы
Его единственный сын умер от туберкулёза в возрасте 18 лет в 1854 году. Из-за этого Луи сразу же покинул врачебную практическую деятельность. Он умер 22 августа 1872 года в возрасте 85 лет, был похоронен на кладбище Монпарнас.